# Lista de singles número um na Billboard Hot 100 em 1990

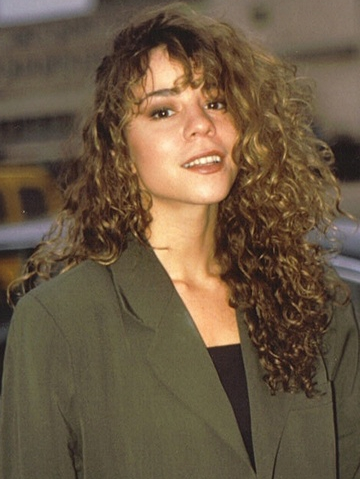
A cantora Mariah Carey conseguiu seus dois primeiros singles número um na Hot 100 em 1990, que somados, se mantiveram no topo por sete semanas.

Está é uma lista dos singles número um na Billboard Hot 100 no ano de 1990. A música "Hold On", do grupo Wilson Phillips ficou na primeira colocação anual, na frente de "It Must Have Been Love", de Roxette. Em terceiro lugar ficou "Nothing Compares 2 U" de Sinead O'Connor.
Neste ano, a cantora Mariah Carey começou sua carreira emplacando dois singles no topo da parada, ambos do álbum Mariah Carey, que emplacou quatro. Já o músico Jon Bon Jovi, líder da banda Bon Jovi, conseguiu seu primeiro e único single número um em carreira solo com "Blaze of Glory". Já Phil Collins conseguiu seu último com "Another Day in Paradise".
Quatro destes singles ganharam prêmios no Grammy Awards de 1991, entre eles "Another Day In Paradise", de Phil Collins, "Vision of Love", de Mariah Carey, "Black Velvet", de Alannah Myles e "Opposites Attract" de Paula Abdul. Também foram indicados os singles "Nothing Compares 2 U" de Sinéad O'Connor, "Black Cat" de Janet Jackson, "Blaze Of Glory", de Jon Bon Jovi e "Ice Ice Baby", de Vanilla Ice.

## Histórico

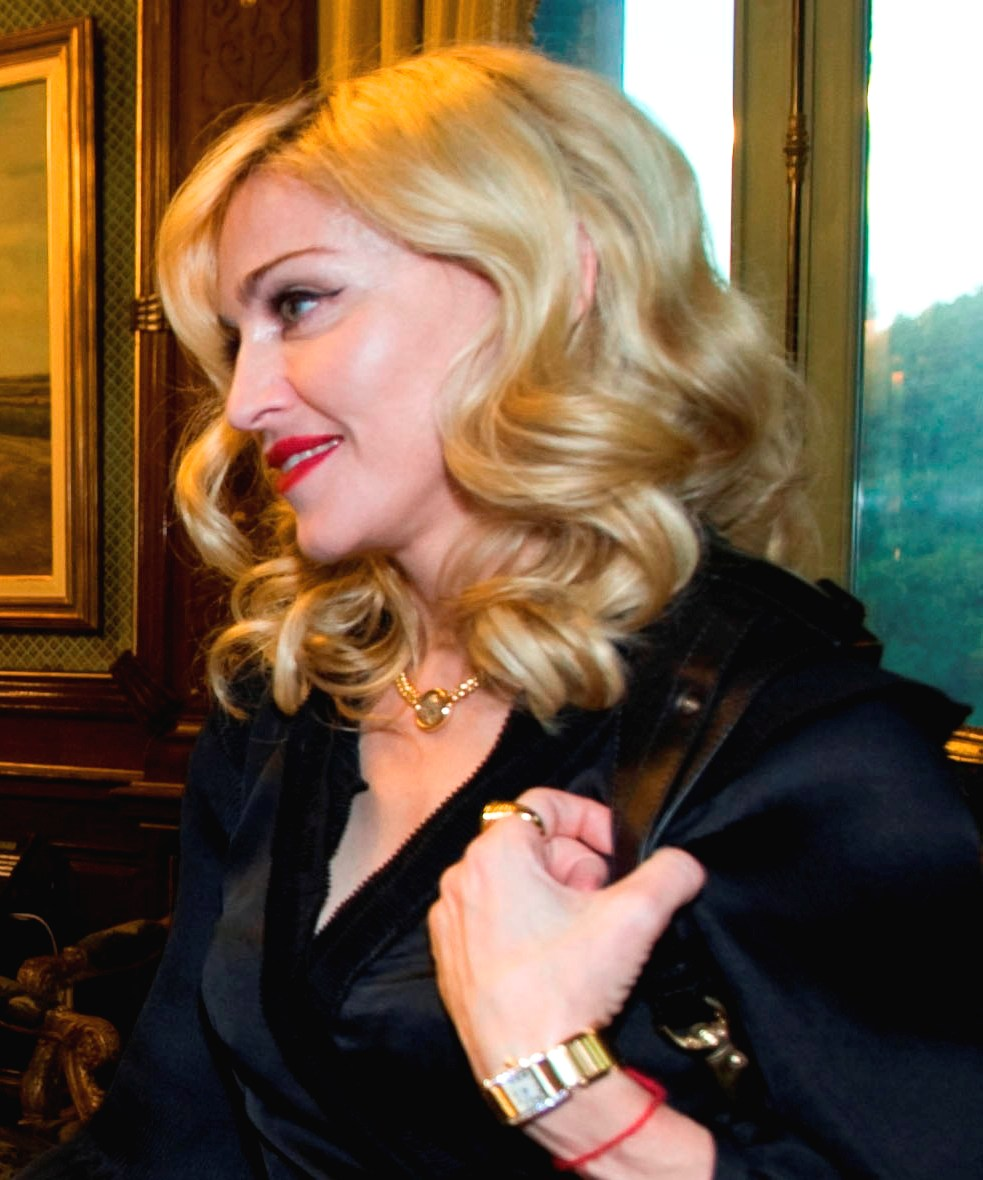
A cantora Madonna conseguiu seu oitavo single número um com "Vogue" neste ano, posicionando-se no quinto lugar na lista anual.

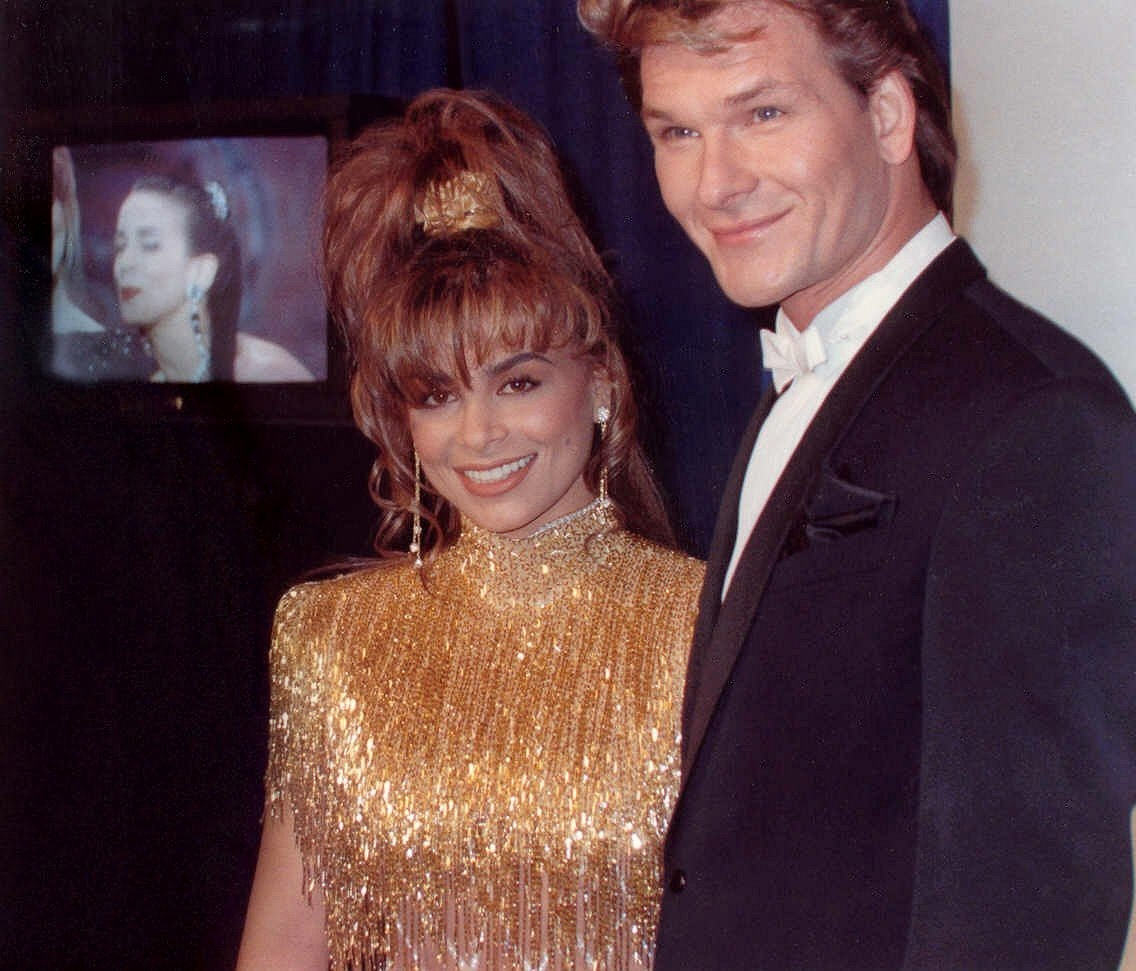
A cantora Paula Abdul conseguiu seu quarto single número um com "Opposites Attract".

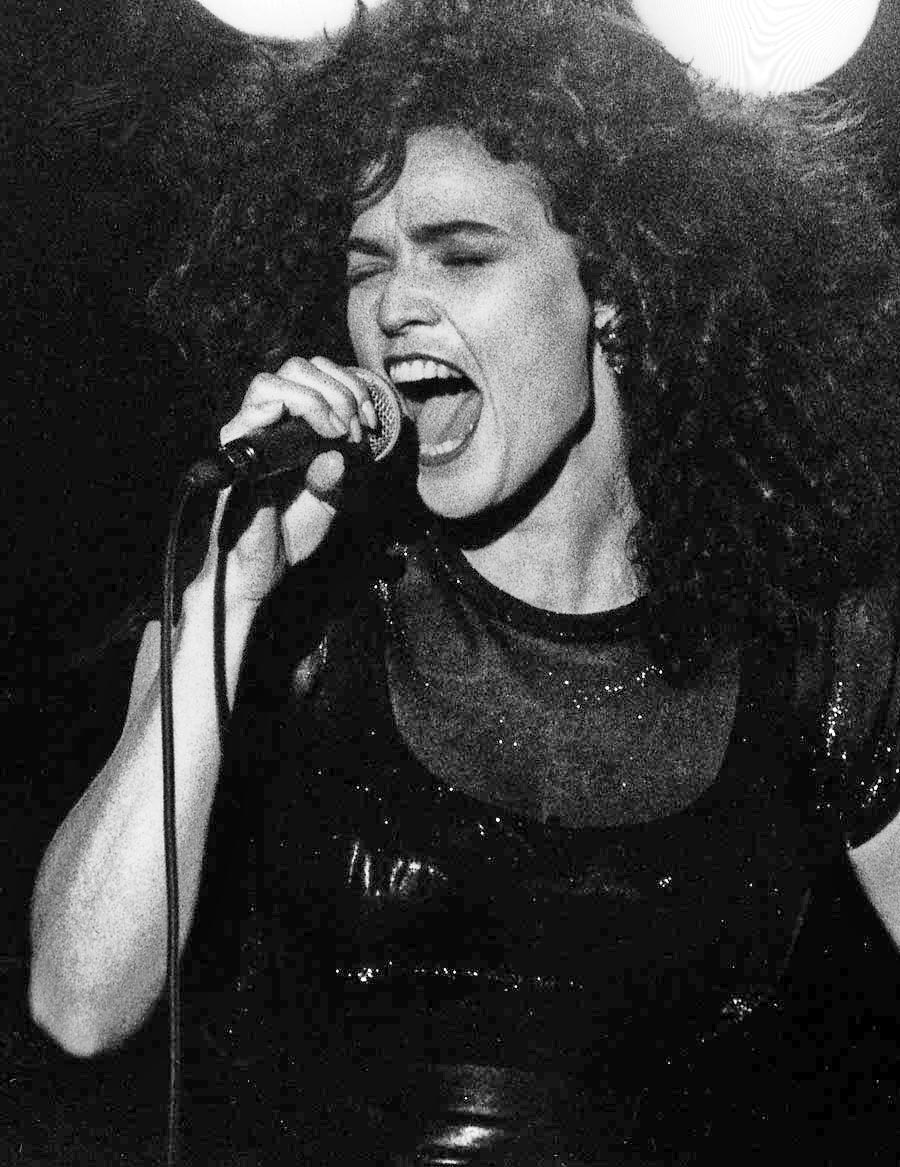
A cantora Alannah Myles conseguiu seu primeiro single número um com "Black Velvet", que lhe deu uma indicação ao Grammy.

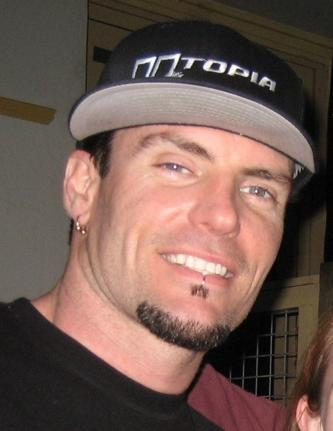
O rapper Vanilla Ice conseguiu seu primeiro single número um com "Ice Ice Baby"

| Data da publicação | Canção                                         | Artista(s)                     | Ref    |
| ------------------ | ---------------------------------------------- | ------------------------------ | ------ |
| 6 de janeiro       | "Another Day in Paradise"                      | Phil Collins                   | [ 6 ]  |
| 13 de janeiro      | "Another Day in Paradise"                      | Phil Collins                   | [ 7 ]  |
| 20 de janeiro      | "How Am I Supposed to Live Without You"        | Michael Bolton                 | [ 8 ]  |
| 27 de janeiro      | "How Am I Supposed to Live Without You"        | Michael Bolton                 | [ 9 ]  |
| 3 de fevereiro     | "How Am I Supposed to Live Without You"        | Michael Bolton                 | [ 10 ] |
| 10 de fevereiro    | "Opposites Attract"                            | Paula Abdul com The Wild Pair  | [ 11 ] |
| 17 de fevereiro    | "Opposites Attract"                            | Paula Abdul com The Wild Pair  | [ 12 ] |
| 24 de fevereiro    | "Opposites Attract"                            | Paula Abdul com The Wild Pair  | [ 13 ] |
| 3 de março         | "Escapade"                                     | Janet Jackson                  | [ 14 ] |
| 10 de março        | "Escapade"                                     | Janet Jackson                  | [ 15 ] |
| 17 de março        | "Escapade"                                     | Janet Jackson                  | [ 16 ] |
| 24 de março        | "Black Velvet"                                 | Alannah Myles                  | [ 17 ] |
| 31 de março        | "Black Velvet"                                 | Alannah Myles                  | [ 18 ] |
| 7 de abril         | "Love Will Lead You Back"                      | Taylor Dayne                   | [ 19 ] |
| 14 de abril        | "I'll Be Your Everything"                      | Tommy Page                     | [ 20 ] |
| 21 de abril        | "Nothing Compares 2 U"                         | Sinéad O'Connor                | [ 21 ] |
| 28 de abril        | "Nothing Compares 2 U"                         | Sinéad O'Connor                | [ 22 ] |
| 5 de maio          | "Nothing Compares 2 U"                         | Sinéad O'Connor                | [ 23 ] |
| 12 de maio         | "Nothing Compares 2 U"                         | Sinéad O'Connor                | [ 24 ] |
| 19 de maio         | "Vogue"                                        | Madonna                        | [ 25 ] |
| 26 de maio         | "Vogue"                                        | Madonna                        | [ 26 ] |
| 2 de junho         | "Vogue"                                        | Madonna                        | [ 27 ] |
| 9 de junho         | "Hold On"                                      | Wilson Phillips                | [ 28 ] |
| 16 de junho        | "It Must Have Been Love"                       | Roxette                        | [ 29 ] |
| 23 de junho        | "It Must Have Been Love"                       | Roxette                        | [ 30 ] |
| 30 de junho        | "Step by Step"                                 | New Kids on the Block          | [ 31 ] |
| 7 de julho         | "Step by Step"                                 | New Kids on the Block          | [ 32 ] |
| 14 de julho        | "Step by Step"                                 | New Kids on the Block          | [ 33 ] |
| 21 de julho        | "She Ain't Worth It"                           | Glenn Medeiros com Bobby Brown | [ 34 ] |
| 28 de julho        | "She Ain't Worth It"                           | Glenn Medeiros com Bobby Brown | [ 35 ] |
| 4 de agosto        | "Vision of Love"                               | Mariah Carey                   | [ 36 ] |
| 11 de agosto       | "Vision of Love"                               | Mariah Carey                   | [ 37 ] |
| 18 de agosto       | "Vision of Love"                               | Mariah Carey                   | [ 38 ] |
| 25 de agosto       | "Vision of Love"                               | Mariah Carey                   | [ 39 ] |
| 1º de setembro     | "If Wishes Came True"                          | Sweet Sensation                | [ 40 ] |
| 8 de setembro      | "Blaze of Glory"                               | Jon Bon Jovi                   | [ 41 ] |
| 15 de setembro     | "Release Me"                                   | Wilson Phillips                | [ 42 ] |
| 22 de setembro     | "Release Me"                                   | Wilson Phillips                | [ 43 ] |
| 29 de setembro     | "(Can't Live Without Your) Love and Affection" | Nelson                         | [ 44 ] |
| 6 de outubro       | "Close to You"                                 | Maxi Priest                    | [ 45 ] |
| 13 de outubro      | "Praying for Time"                             | George Michael                 | [ 46 ] |
| 20 de outubro      | "I Don't Have the Heart"                       | James Ingram                   | [ 47 ] |
| 27 de outubro      | "Black Cat"                                    | Janet Jackson                  | [ 48 ] |
| 3 de novembro      | "Ice Ice Baby"                                 | Vanilla Ice                    | [ 49 ] |
| 10 de novembro     | "Love Takes Time"                              | Mariah Carey                   | [ 50 ] |
| 17 de novembro     | "Love Takes Time"                              | Mariah Carey                   | [ 51 ] |
| 24 de novembro     | "Love Takes Time"                              | Mariah Carey                   | [ 52 ] |
| 1º de dezembro     | "I'm Your Baby Tonight"                        | Whitney Houston                | [ 53 ] |
| 8 de dezembro      | "Because I Love You (The Postman Song)"        | Stevie B                       | [ 54 ] |
| 15 de dezembro     | "Because I Love You (The Postman Song)"        | Stevie B                       | [ 55 ] |
| 22 de dezembro     | "Because I Love You (The Postman Song)"        | Stevie B                       | [ 56 ] |
| 29 de dezembro     | "Because I Love You (The Postman Song)"        | Stevie B                       | [ 57 ] |